# María Adela Gard de Antokoletz
María Adela Gard Pérez de Antokoletz (San Nicolás de los Arroyos, 11 de octubre de 1911-Buenos Aires, 23 de julio de 2002) fue una de las catorce mujeres que fundaron el Movimiento Madres de Plaza de Mayo, el 30 de marzo de 1977 (hace 47 años). Su hijo Daniel fue secuestrado en noviembre de 1976. Más tarde, cuando trabajaba para los tribunales provinciales bonaerenses en San Isidro (Buenos Aires), se unió a otras madres de desaparecidos para fundar la Asociación Madres de Plaza de Mayo. Este grupo se dedica a averiguar qué ha sido de sus hijos desaparecidos. Como parte de este grupo, María Adela Gard de Antokoletz llevó marchas de protesta todos los jueves en Plaza de Mayo, Buenos Aires, con una foto de su hijo. A lo largo de su vida, recibió amenazas de muerte por su trabajo, pero se negó a olvidar lo que había sucedido a su hijo.

## Desaparición de Daniel
María Adela tuvo un hijo, Daniel, abogado y profesor. En su carrera legal, defendió presos políticos.
Fue conocido internacionalmente, y estaba conectado con la Organización de Estados Americanos y con Naciones Unidas. Sin embargo, debido a las muchas desapariciones, consideradas una amenaza por el régimen político de facto en Argentina, su madre le aconsejó que renunciara a su trabajo, o salir del país para evitar la confrontación con el gobierno. En 1976, Daniel fue hecho desaparecer durante el terrorismo de Estado en Argentina en las décadas de 1970 y 1980, que duró de 1976 a diciembre de 1983. María Adela no tenía idea sobre lo sucedido a su hijo, y por desgracia nunca lo encontró. Durante ese período de tiempo en Argentina, miles de opositores políticos, fueron torturados, asesinados, y hechos desaparecer por la dictadura cívico-militar. La desaparición de Daniel, junto con las desapariciones de miles de hijos e hijas, llevó a María Adela y un grupo de madres a buscar información sobre la ubicación de sus hijos desaparecidos, y a cuestionar el papel del gobierno en la desaparición de sus seres queridos.

## Participación en Madres de Plaza de Mayo
En abril de 1977, María Adela y trece otras madres se reunieron en la Plaza de Mayo enfrente de la Casa de Gobierno, en Buenos Aires. Empezaron mediante la celebración de vigilias, en la Plaza dedicadas a sus hijos desaparecidos, con el fin de demostrar al gobierno que no iban a dejar de tratar de obtener información acerca de sus hijos e hijas perdidos. A través de sus acciones, fueron capaces de llamar la atención del mundo, de los que habían desaparecido durante la dictadura cívico-militar. Con el paso del tiempo, las mujeres comenzaron a participar en marchas de protesta, para exigir información sobre las desapariciones. María Adela, participó, muy activamente, en esas marchas, de los jueves por la tarde, y siempre marchaban con fotos de sus hijos. Este grupo fundador de las mujeres, así como las muchas mujeres que más tarde unirse a ellos en su lucha por la justicia se hizo conocido como el Madres de Plaza de Mayo.
Las Madres de Plaza de Mayo, han sido una parte importantísima del movimiento de derechos humanos en Argentina. Su lucha comenzó como un deseo de descubrir qué sucedió a sus hijos desaparecidos, pero se convirtió en una lucha por el derecho de una vida digna para todas las personas. El grupo representaba un empuje hacia atrás contra el miedo y el silencio que se impuso en la sociedad argentina durante el terrorismo de Estado. Como miembro fundante de la Asociación Madres de Plaza de Mayo, María Adela jugó un papel significativo en el grupo y fue elegida vicepresidenta. Como mujer divorciada de un diplomático, disfrutaba de un nivel de vida más alto que los de las otras madres. Así, en 1981, ella y Hebe de Bonafini viajan a EE. UU. como representantes de las Madres. Mientras en EE. UU. las mujeres recibieron un premio de la paz en nombre de las madres del Movimiento Ecuménico Rothko.
Además de viajar a EE. UU. estas dos mujeres también fueron a Europa, donde fueron recibidos muy bien. Mientras en Europa, se reunieron con el primer ministro Felipe González de España y el Pte. François Mitterrand de Francia. También visitaron a Juan Pablo II en Roma debido al hecho de que las madres se sintieron traicionados por la jerarquía de la Iglesia católica Argentina y sintieron la necesidad de apelar al Papa en busca de ayuda.
Las Madres de Plaza de Mayo, finalmente, se dividieron en dos grupos basados en las diferencias de opinión. M. Adela era parte de la "Línea Fundadora." Este grupo se diferenció de la otra facción de las Madres de Plaza de Mayo, en que no quería ser un grupo de la oposición radical, sino que quería ser un grupo de interés. Y así, querían mostrar su apoyo a los gobiernos democráticos, a pesar de que no estaban de acuerdo con todas sus decisiones, y que querían trabajar con el gobierno para obtener información en lugar de protestar en contra de ellos. A pesar de estas diferencias, todas seguían protestando, aun cuando la democracia se puso en marcha en diciembre de 1983. M. Adela y las otras madres querían a los responsables de hacer desaparecerbilidad de lo que había sucedido y para darles información sobre lo que le había pasado a sus hijos desaparecidos. Por desgracia, los que habían sido condenados por violaciones a los derechos humanos fueron indultados en 1990. The Mothers faced a lot of difficulty throughout their protests, and they were subjected to death threats and harassment, as well as attempts to silence them through arrests and murder. However, these women kept fighting for their children, and some, such as Antokoletz, continued to protest until they died.

### Las hermanas Gard
Josefina García de Noia fue una de las 14 Madres que se reunieron por primera vez en Plaza de Mayo el 30 de abril de 1977. La cita era a las 16 horas, pero ella llegó 2 horas antes de la hora establecida. En un reportaje que le realizaron en el año 2007, recordaba que ese día a las primeras que había visto llegar a la plaza era a las cuatro hermanas Gard. Se refería a  María Adela Gard  de Antokoletz y sus hermanas Julia Gard, María Mercedes Gard y Cándida Felicia Gard. Según otros testimonios, ese día sólo estaban dos de sus hermanas: María Mercedes  y  Cándida Felicia Gard. Cuando falleció María Adela en el año 2002, sólo vivía la última de ella, la menor  Cándida Felicia.

## Opiniones sobre desapariciones
María Adela tenía sus propios puntos de vista sobre las desapariciones que tuvieron lugar en Argentina y lo que se debería hacer para asegurar que las desapariciones, permanentemente llegasen a su fin. Creía que las personas que desaparecieron fueron tomadas por aquellos en el poder porque tenían las ideas y estaban tratando de enseñar a los demás, lo que podría hacer de ellos una amenaza para el sistema. En respuesta, que una persona difundiera ideas era hecha desaparecer, y parecía como si la persona nunca hubiera existido en el primer lugar. María Adela creía que el punto de ese sistema de desapariciones era una forma de los que estaban en el poder se aseguraban de que nada cambió entre la gente, lo que les permitiría permanecer en el poder.
También creía que las personas que cometieron esos terribles crímenes debían ser llevados ante la justicia a fin de que hubiera paz en la sociedad. Ella sintió que mientras los criminales quedasen impunes, enviaría una señal a los culpables que no deberían que asumir la responsabilidad por sus acciones y por lo tanto podrían seguir haciendo lo que quisieran. Si eso continuase, se predijo que las personas seguirían viviendo en el miedo del régimen opresor. María Adela tenía fuertes sentimientos acerca de la Iglesia Católica. Sentía que la gente había sido traicionada por la Iglesia y que la "jerarquía superior" no ayudó a los desaparecidos ni a sus familias y comunidades en tiempos de necesidad. Ella creía sinceramente que si la Iglesia hubiera intervenido, y tomado medidas en contra de la violencia, muchas vidas se podrían haber salvado.
María Adela promovió la idea de que la gente debiese luchar por su libertad. Ella dijo: 

"Una sociedad que no lucha por sus derechos se convierte en una sociedad enferma, una sociedad que vive en el miedo y el horror que puede volver a ocurrir."

 Estaba segura de que la única manera para que las personas puedan salir de un régimen represivo es hacerlos retroceder por los derechos, y exigiendo justicia. Si eso no se hace, la sociedad va a vivir constantemente con el temor de que las atrocidades del pasado se pueden repetir en el futuro. Siguió trabajando incluso en su vejez para asegurar que aquellas desapariciones nunca sucediesesn otra vez, porque sentía que se lo debía a los desaparecidos.

## Últimos años
María Adela permaneció activa con Madres hasta su deceso en 2002. En el momento de su muerte, tenía noventa años, convirtiéndose en el miembro de más edad del grupo. Por desgracia, nunca supo la verdad sobre lo sucedido a Daniel, pero se suponía que había sido arrojado al río de la Plata, en Buenos Aires. Después de su muerte, su familia preparó un aviso fúnebre donde aparece Daniel como uno de los dolientes, pero también apareciendo como "desaparecidos". Sin embargo, el anuncio de su muerte nunca fue impreso con la mención de su hijo. Su último deseo fue que sus cenizas debían ser esparcidas en el río de la Plata, y le fue concedido tal deseo. Las flores se arrojaron al río para conmemorar a María Adela y a todos los desaparecidos.